# Phyllobrotica elegans
Phyllobrotica elegans is een keversoort uit de familie bladkevers (Chrysomelidae). De wetenschappelijke naam van de soort werd in 1866 gepubliceerd door Ernst Gustav Kraatz.